# У старих ритмах
«У старих ритмах» (рос. «В старых ритмах») — радянський музичний фільм-комедія, поставлений на кіностудії «Ленфільм» 1982 року режисером Михайлом Єршовим.

## Сюжет
Дія розгортається в 30-ті роки. Микита Федотов приїжджає з маленького містечка в яскравий і вабливий Ленінград. У нього є гарний голос і бажання співати. Та він не зміг поступити в консерваторію. Через юнацький максималізм Микиті здається, що життя його закінчене і втратило всякий сенс. Він зважується стрибнути в Неву. Та правоохоронець, який його врятував, пропонує Микиті попрацювати на карний розшук. Виявилося, що життя і пригоди тільки починаються!

## Ролі
- Семен Морозов — Микита Федотов
- Анастасія Глез — Зося Голубкова
- Микола Трофимов — начальник карного розшуку Василь Кузьмич Штиков
- Золтан Локкер — Макс Ланкастер, іноземний співак-гастролер
- Олександр Захаров — Жан, імпресаріо Макса Ланкастера
- Сергій Філіппов — начальник міліції
- Михайло Щетинін — Пилипенко
- Олексій Кожевников — Кошкін
- Михайло Аптекман — музикант Льова (Лев Сергійович)
- Тетяна Пілецька — жінка-«вамп»

## В епізодах
- Юрій Ароян — супутник жінки-«вамп»
- Володимир Винниченко — танцюрист
- Ніна Винниченко — танцівниця
- Н. Горчакова - епізод
- Лев Жуков — співробітник карного розшуку
- Б. Кущев — епізод
- І. Лезгішвилі — Айрапетян
- Олександр Муромцев — епізод
- Анатолій Подшивалов — Пахолків, водій
- Л. Серякова — епізод
- Б. Шаблинський — епізод
- Герман Колушкін — співробітник міліції (в титрах не вказаний)
- Анатолій Печников -співробітник міліції (в титрах не вказаний)
- Жанна Сухопольская — подруга Зосі (в титрах не вказана)
- Георгій Тейх — професор консерваторії Савельєв Модест Петрович (в титрах не вказаний)

## Знімальна група
- Автори сценарію - Дмитро Іванов, Володимир Трифонов
- Режисер-постановник - Михайло Єршов
- Оператор-постановник - Микола Жилін
- Художник - Михайло Іванов
- Композитор - Олег Хромушин
- Звукооператор - Ірина Волкова
- Ленінградський естрадно-симфонічний оркестр Комітету телебачення і радіомовлення
  - Диригент - Станіслав Горковенко
- Текст пісень - Льва Кукліна
- Режисери - Ю. Ріверов, К. Самойлова
- Оператор - В. Марков
- Монтаж - Зінаїда Шейнеман
- Художник-гример - А. Єршова
- Художник по костюмах - Тетяна Острогірська
- Художники-декоратори - А. Ксенофонтова, Е. Стирікович
- Вокальні партії - Анатолій Солов'яненко, Віталій Псарьов
- Балетмейстер - Кирило Ласкарі
- Режисерська група - О. Ардашнікова, К. Бучельніков
- Асистент оператора - Н. Корозін
- Адміністративна група - К. Байгільдін К. Варшавський, В. Тарасова
- Головний консультант - генерал-майор міліції С. Лебідєв
- Редактори - Ісаак Гликман, Михайло Кураєв
- Директор картини — Андрій Лавров

## Цікаві факти
- Вокзал на станції Дно, де відбуваються події, був побудований тільки в 50-х роках.
- Це перший фільм студії «Ленфільм» з експериментальним стереозвуком на оптичній фонограмі.